# Гаджиев, Тагир Магомедович
Тагир Магомедович Гаджиев (родился 29 марта 1994 в Кизляре) — российский регбист команды «Стрела-Ак Барс», выступал за сборную России.

## Биография
Тагир занимался в прошлом ушу-саньда, вольной борьбой и боевым самбо (тренер — Абдула Макаджиев). Свой первый регбийный матч отыграл в чемпионате Дагестана, получив вознаграждение и не получив обещанной экипировки, но доиграл сезон в первенстве Дагестана до конца. Бронзовый призёр чемпионата России 2014 года в  составе «ВВА-Подмосковье». Позже был приглашён в клуб «Кубань», поступив в Кубанский университет физкультуры и туризма; за выступления получал зарплату чуть ли не вдвое больше, чем на самой высокооплачиваемой работе в Кизляре. Во многом талант Тагира помог раскрыть Даррен Моррис, который был играющим тренером «Кубани».

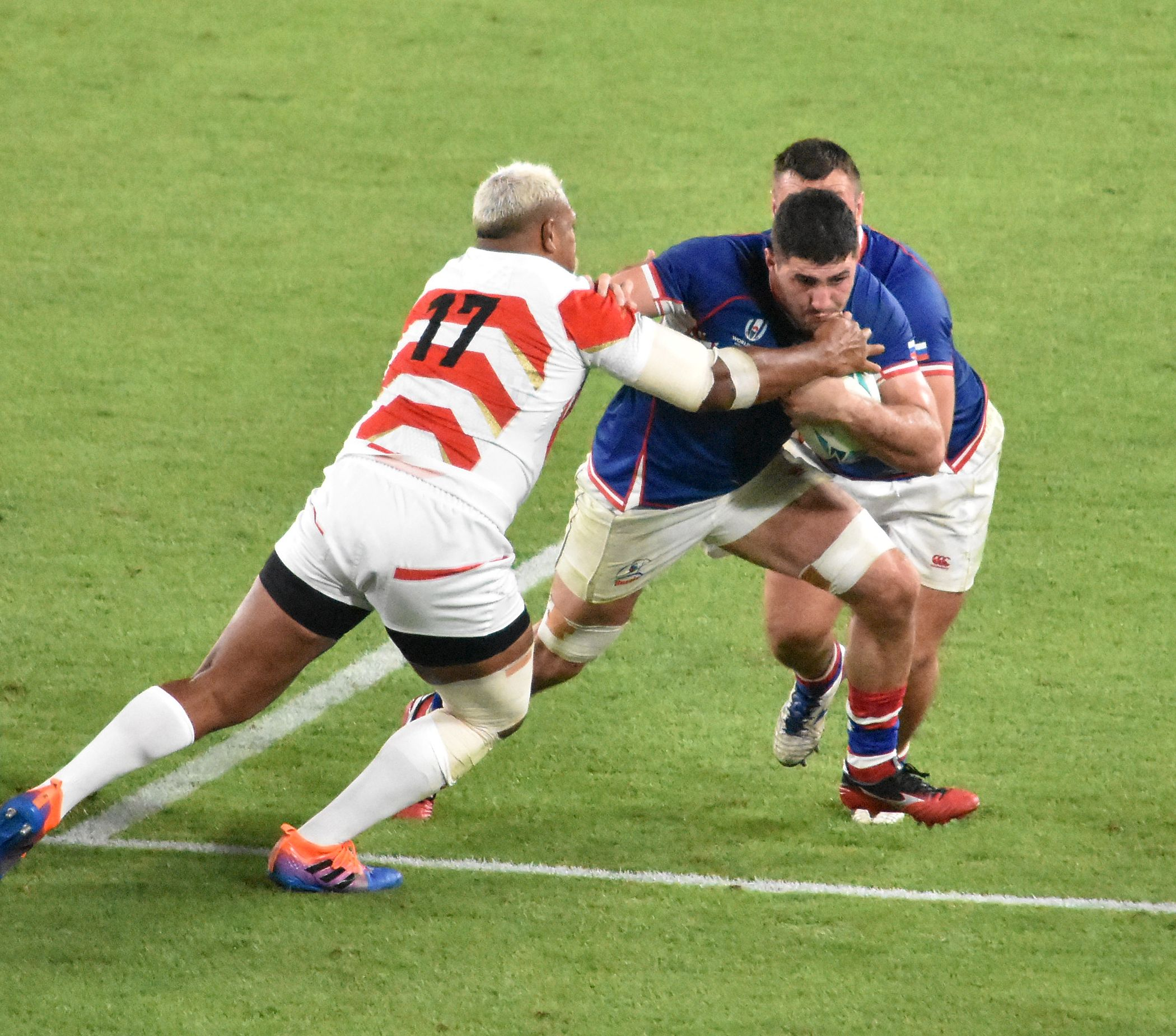
Гаджиев с мячом в борьбе против Исилели Накадзима на КМ-2019

В 2015 году Гаджиев установил антирекорд Премьер-лиги, получив жёлтые карточки и отправившись на скамейку штрафников в течение первого круга сразу в двух клубах. 13 ноября того же года дебютировал на турнире в Гонконге за сборную России матчем против Португалии. В 2016 году занёс попытку в игре против «Енисея-СТМ» в Премьер-лиге, которую признали лучшей по версии РПЛ: противник выбил мяч, пытаясь добиться аута и розыгрыша коридора, но после отскока Тагир бросился за мячом, поймал его и сумел пронести в зачётную зону. В том же году признан лучшим игроком РК «Кубань» в чемпионате России и попал в символическую сборную РПЛ. 19 ноября 2016 года в матче Кубка наций против сборной Гонконга Тагир занёс попытку и помог команде выиграть Кубок наций
В составе сборной России сыграл на Кубке мира 2019 года: в матче против Японии во втором тайме был близок к занесению попытки, однако из-за того, что накрыл телом мяч, атака не завершилась заносом, а у российской сборной зафиксировали нарушение правил в атаке.
Гаджиев выступает на позициях фланкера и восьмого, функции которых оценивал как обязанности постоянно бегать по полю. Высоко ценит характер в качестве основных качеств регбиста, но считает важным и взаимоуважение: в игре против Румынии один из нападающих первой линии ударил его локтем в позвоночник, в ответ на что Тагир ударил нападавшего коленом в лицо, за что тут же был удалён с поля (красная карточка); после матча объяснил судье ситуации (срок дисквалификации составил всего три недели) и извинился перед противником за драку. Отмечал самым важным в жизни матч против Грузии 2017 года, когда впервые сыграл против именитого грузинского регбиста Мамуки Горгодзе.
В октябре 2022 в возрасте 28 лет принял решение завершить профессиональную карьеру игрока из-за травм.